# Municipio de Upper Turkeyfoot
El municipio de Upper Turkeyfoot (en inglés: Upper Turkeyfoot Township) es un municipio ubicado en el condado de Somerset en el estado estadounidense de Pensilvania. En el año 2000 tenía una población de 1.232 habitantes y una densidad poblacional de 12 personas por km².

## Geografía
El municipio de Upper Turkeyfoot se encuentra ubicado en las coordenadas 39°52′00″N 79°16′59″O / 39.86667, -79.28306.

## Demografía
Según la Oficina del Censo en 2000 los ingresos medios por hogar en la localidad eran de $33,077 y los ingresos medios por familia eran $35,380. Los hombres tenían unos ingresos medios de $26,639 frente a los $21,731 para las mujeres. La renta per cápita para la localidad era de $14,137. Alrededor del 9,7% de la población estaban por debajo del umbral de pobreza.